# 山野さと子
山野 さと子（やまの さとこ、本名：山野 智子〈読みは同じ〉、1963年8月2日 - ）は、日本の女性歌手、声優。
現在の大阪府東大阪市出身。血液型はO型。
東大阪市立盾津中学校、大阪府立八尾高等学校（高校34期生）卒業。大阪女学院短期大学英語科卒業。保育士、幼稚園教諭免許取得。
童謡、アニメソング歌手として活躍、代表曲に『ドラえもん』の主題歌などがある。保育者向け研修会などの講師も務める。

## 来歴
1980年、高校生のとき、妹が購読していたアニメ雑誌で紹介されていた日本コロムビア主催『地球（テラ）へ…』主題歌コンテストを受け、グランプリを獲得。同年テレビドラマ『生徒諸君!』の主題歌で歌手デビュー。アニメソングとしてはスペシャルアニメーション『恐怖伝説 怪奇!フランケンシュタイン』の挿入歌『ふたりの空』がデビュー曲である。
その後、大阪女学院短期大学に入学。2年生になり就職活動を始めていたとき、所属事務所の担当者から声をかけてもらったことをきっかけにプロとしてやっていくことを決意、卒業後に上京。テレビアニメ『とんがり帽子のメモル』（1984年）の主題歌を手始めに、『ミームいろいろ夢の旅』、『メイプルタウン物語』の主題歌などを担当した。
『メイプルタウン物語』では声優オーディションも受け、主人公は無理だったものの、ブタのプリプリン役をもらい声優としての活動をはじめ、また1986年からNHK教育テレビの『ゆかいなコンサート』で司会と歌のおねえさんを5年間担当した。
『ドラえもんのうた』は、大杉久美子から引き継いで1988年に歌い、映画では1989年から2004年、テレビでは1992年から2002年という長期にかけて映画・テレビアニメドラえもんで使用された。
声優としては、日本アニメーションのテレビアニメ『トッポ・ジージョ』（1988年）ではヒロインのジーナ役を、同じく日本アニメーション・テレビ東京製作の『ピグマリオ』（1990年）では水晶の姫オリエを、『スーパーフィッシング グランダー武蔵』（1997年）では星山澪を演じた。なお、青二塾東京校第4期生卒業である。
1997年、ディズニーワールドオンアイス1000万人突破イベントにスペシャルゲストとして出演。
2012年10月、卒園と旅立ちの歌『さくらSONGS』をリリース（新沢としひこプロデュース）。2013年6月、0才からのふれあいあそびうた『はじめてのたんじょうび』をリリース。2014年、子どもと毎日うたう歌『あおぞらSONGS』をリリース。
2014年4月22日よりYouTubeチャンネル『山野さと子チャンネル〜さとチャンネル』を開設。童謡をピアノやウクレレで弾き語りし、『童謡タイム』や『ウクレレタイム』では、その歌についての雑学を紹介したり、歌いかたのワンポイントを話したりしている。
レコーディングした童謡・アニメソングの総数は1300曲以上に達する。
2021年大晦日、日本武道館で開催の『ももいろ歌合戦』（BS日テレ・ニッポン放送・ABEMAなどが生中継）へ初出場。
作曲家、アレンジャー、キーボーディスト、音楽プロデューサーの本間昭光は高校の後輩。

## 代表曲
- とんがり帽子のメモル（とんがり帽子のメモル）
- ポケット宇宙（ミームいろいろ夢の旅）
- メイプルタウン物語（メイプルタウン物語）
- 南の国のパームタウン（新メイプルタウン物語 パームタウン編）
- Tango Chu Chu（トッポ・ジージョ）
- ファンシーガール（オズの魔法使い）
- ドラえもんのうた（ドラえもん）
- ハロー!ドラミちゃん（ドラミ映画各作品）
- 年下マイボーイ / 夕陽のメロディー（二死満塁）
- 微笑みでプロローグ（大草原の小さな天使 ブッシュベイビー）
- 魔法のゲーム（NHK『ひとりでできるもん!』初代オープニング）
- コスモス アドベンチャー（ウルトラマンキッズ 母をたずねて3000万光年）
- ドリーム・チェイサー（ピグマリオ）
- ハーイ!生徒諸君!（生徒諸君!）
- ぴんく、ピンク、PINK!（どきんちょ!ネムリン）
- それとも…エンジェル（ひとりでできるもん!）
- レディアクションきめたらおしゃれ（光戦隊マスクマン 挿入歌）
- 朝焼けの中で（仮面の忍者 赤影）
- きゃんびーワンダーランド（ひとりでできるもん!）
- ラムのラブソング（松谷祐子のカバー）
- やさしくしてね（NHK『みんなのうた』）2013年4月13日、および5月11日に、リクエスト多数につき再放送が実現した。
- リンゴの唄（阪神・淡路大震災復興チャリティーソング。並木路子のカバー。本名の「山野智子」名義）
- 月ようびはなにたべる?（エリック・カールの同名絵本のイメージソング）
- ぞうさん
- サッちゃん
- アイスクリームのうた
- あめふりくまのこ
- とけいのうた（NHK『みんなの童謡』）
- うさぎのダンス（NHK『みんなの童謡』）
- やぎさんゆうびん（NHK『みんなの童謡』）
- 赤とんぼ
- ことりのうた
- おもちゃのチャチャチャ
- おめでとうクリスマス（「We Wish You a Merry Christmas」の日本語カバー。フジテレビ系『明石家サンタの史上最大のクリスマスプレゼントショー』で、1990年の初回から“合格”の際に流されている。2021年に電話出演で生歌を披露した。[8][9][10]）

## CD作品
- 山野さと子 ベストコレクション 1991年、日本コロムビア
- 山野さと子 ベスト&ベスト 1995年、日本コロムビア
- 山野さと子35周年記念アルバム Your Songs 2016年、日本コロムビア
- さくらSONGS 日本コロムビア
- はじめてのたんじょうび 日本コロムビア
- その夢が僕を強くする（新沢としひこ・作詞 織田哲郎・作曲 新沢としひこ / 山野さと子 / 東北文教大学コーラス部・歌） アスク・ミュージック ※東日本大震災チャリティー・シングル
- たったひとつのハーモニー（新沢としひこ・ケロポンズとの共作） アスク・ミュージック
- くまモンとあそぼ！ 〜えかきうた と あそびうた〜 日本コロムビア（ソロ曲「いない いない ばあ」と「ハッピーくまモン」の2曲を担当）
- カワイ音楽教室教材 グループレッスンくるくるクラブコース くるくるといっしょCD（歌唱）
- カワイ音楽教室教材 グループレッスンくるくるクラブコース くるくるとおともだちCD（歌唱）
- カワイ音楽教室教材 グループレッスンピコルわーるどコース ピコルわーるどCD（歌唱）
- カワイ音楽教室教材 個人レッスンピアノコース サウンドツリーCD（歌唱）

## 出演

### テレビアニメ
- メイプルタウン物語（1986年） - プリプリン [11]
- 新メイプルタウン物語 パームタウン編（1987年） - シーラ、サミー
- ゲゲゲの鬼太郎（第3作）（1987年） - ユミ、女王人魚
- ビックリマン（1988年 - 1989年） - 照光子、神光子、オアシス幻神
- シティーハンター2（1988年） - 牧原こずえ
- トッポ・ジージョ（1988年） - ジーナ[12][13]
- ひみつのアッコちゃん（第2期）（1988年） - 愛星由美
- 美味しんぼ（1990年） - 槍村の妹
- ピグマリオ（1990年） - オリエ [14]
- ウルトラマンキッズ 母をたずねて3000万光年（1992年） - ドリス
- スーパーフィッシング グランダー武蔵（1997年） - 星山澪[15]
- グランダー武蔵RV（1998年） - 星山澪[16]
- さくらももこ劇場 コジコジ（1998年 - 1999年） - 小さな女の子、少女

### 劇場アニメ
- 新メイプルタウン物語 パームタウン編（1987年） - プリプリン
- 聖闘士星矢 神々の熱き戦い（1988年） - フレア

### ゲーム
- ドラえもん のび太のドラビアンナイト（1992年、PCエンジンSUPER CD-ROM2版、ハドソン）※主題歌
- ドラえもん のび太と復活の星（1996年、PlayStation・セガサターン、エポック社）※主題歌
- ぼくドラえもん（2001年、ドリームキャスト、セガトイズ）※主題歌

### ラジオ
- 音楽草紙（山口放送・山陰放送・熊本放送・長崎放送）パーソナリティー
- 夜はどこから（新潟放送・栃木放送・北日本放送）パーソナリティー
- 山野さと子のスマイリング・パラダイス！（AM神戸）パーソナリティー
- ミュージックエクスプレス（北日本放送・IBC岩手放送）パーソナリティー
- ハッピータイム（山口放送）パーソナリティー

### 舞台
- カゴメ劇場ぬいぐるみミュージカル（1986年版・1987年版）
- 子供ミュージカル「幸せの青い鳥をさがせ」（1989年）チルチル 役

### テレビ番組
- とんでけグッチョンパ（日本テレビ）マンスリーシンガー
- ゆかいなコンサート（NHK教育）おねえさん - 小学4年音楽科の学校放送番組で、5年出演。
- ディズニークラブ（テレビ朝日）司会
- キスゴンとあーそぼ!（キッズステーション）歌のおねえさん
- ひとりでできるもん! どきドキキッチン（NHK教育）アヤ
- おやこであそぼ!ふれあいタイム（NHK教育）歌のおねえさん
- BSアニメ主題歌大全集2008（2008年5月6日、NHK BS2） - 収録日2008年4月24日 木
- 中居正広のミになる図書館（2013年8月27日、テレビ朝日） - 収録日2013年8月9日 金
- 明石家サンタの史上最大のクリスマスプレゼントショー（2021年12月25日、フジテレビ）※電話出演
- 第5回ももいろ歌合戦 〜届け！希望の彼方へ〜（2021年12月31日、BS日テレ・ニッポン放送・ABEMAほか）